# Kevin Buzzard
Pour les articles homonymes, voir Buzzard.
Kevin Mark Buzzard (né le 21 septembre 1968) est un mathématicien britannique, actuellement professeur de mathématiques pures à l'Imperial College de Londres. Il se spécialise dans la théorie algébrique des nombres et les formes modulaires.

## Formation et carrière
Il obtient son B. A. (parts I & II) en mathématiques au Trinity College de Cambridge, où il gagne le titre de Senior Wrangler (en) (major de promotion, il obtient la note la plus élevée), et il achève le Certificate of Advanced Study in Mathematics (en). En 1995, il soutient sa thèse de doctorat, intitulée The levels of modular representations, sous la supervision de Richard Taylor.
Il prend un poste d'enseignant du supérieur à l'Imperial College de Londres, maître de conférence en 1998, lecteur en 2002, et il est nommé à une chaire de professeur en 2004. D'octobre à décembre 2002, il est professeur en visite à l'université Harvard, après avoir travaillé ou effectué des séjours de recherche à l'Institute for Advanced Study de Princeton (1995), l'université de Californie à Berkeley (1996-1997), et l'Institut Henri-Poincaré à Paris (2000).

## Travaux
Il a donné une description complète des niveaux possibles pour une représentation de Galois modulaire mod l ; il a établi un critère au sein de la théorie de Galois pour qu'une forme modulaire p-adique puisse continuer analytiquement en une forme modulaire classique ; il a montré que la théorie de Coleman-Mazur sur les familles p-adiques de formes modulaires pouvait être simplifiée grâce à des arguments élémentaires utilisant la cohomologie des groupes ; il a également montré comment calculer les dérivées d'un opérateur p-Hecke sur des espaces de formes modulaires.
En 2017, il a lancé le Xena Project, un projet d'« étudiant virtuel » qui promeut l'utilisation de systèmes de vérification de preuve par ordinateur, pour l'avenir des recherches en mathématiques pures,.

## Prix et distinctions
En 1993, il reçoit le prix Smith de l'université de Cambridge. Il reçoit un Prix Whitehead décerné par la London Mathematical Society en 2002 pour « ses travaux remarquables en théorie des nombres » et il est lauréat du Prix Berwick en 2008.
Encore étudiant à la Royal Grammar School de High Wycombe, il participe aux Olympiades internationales de mathématiques, où il remporte une médaille de bronze en 1986 et une médaille d'or en 1987 avec un score parfait.

## Publications
- avec David Burns et Jan Nekovar (éd), L-functions and Galois Representations, Cambridge University Press, 2007.
- Buzzard, Kevin, « Review: Modular forms and Fermat's Last Theorem, by G. Cornell, J. H. Silverman, and G. Stevens », Bull. Amer. Math. Soc. (N.S.), vol. 36, no 2,‎ 1999, p. 261-266 (DOI 10.1090/s0273-0979-99-00778-8, lire en ligne).